# Trachyspina goongarrie
Trachyspina goongarrie là một loài nhện trong họ Trochanteriidae. Loài này phân bố ở Tây Úc.